# Scintillateur organique
 (janvier 2022).
Si vous disposez d'ouvrages ou d'articles de référence ou si vous connaissez des sites web de qualité traitant du thème abordé ici, merci de compléter l'article en donnant les références utiles à sa vérifiabilité et en les liant à la section « Notes et références ».
Un scintillateur organique est un matériau composé de molécules organiques, ayant une propriété de scintillation à la suite d'un dépôt d'énergie. Un rayonnement ionisant déposant de l'énergie dans le milieu lors d'interactions produit ainsi une faible quantité de lumière dans le cristal (ou liquide) scintillateur, dont l'enregistrement permet sa détection.
Les matériaux scintillateurs organiques sont très utilisés en instrumentation nucléaire pour mesurer l'intensité de rayonnements gamma, électronique ou neutronique.